# Papa Pius al IV-lea
Papa Pius al IV-lea pe numele de botez Giovanni Angelo Medici (n. 31 martie 1499, Milano, Ducatul Milanului – d. 9 decembrie 1565, Roma, Statele Papale) a fost un papă al Romei în perioada 25 decembrie 1559 – 9 decembrie 1565.

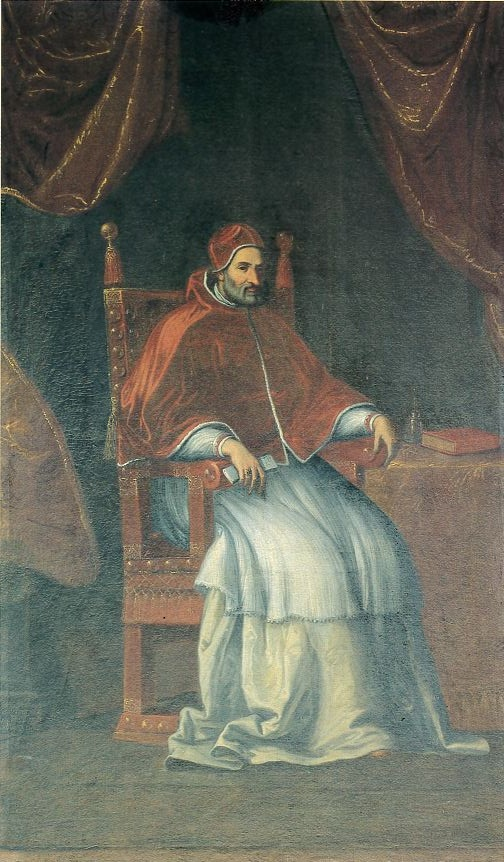
Papa Pius al IV-lea